# Макариська сільська рада
| Макариська сільська рада — колишній орган місцевого самоврядування у Знам'янському районі Кіровоградської області з адміністративним центром у с. Макариха. Сільській раді підпорядковані населені пункти: - с. Макариха - с. Новопокровка |

## Склад ради
Рада складалася з 12 депутатів та голови.

### Керівний склад ради
| ПІБ                           | Основні відомості                                                                       | Дата обрання | Дата звільнення |
| ----------------------------- | --------------------------------------------------------------------------------------- | ------------ | --------------- |
| Янкула Володимир Анатолійович | Сільський голова, 1960 року народження, освіта, позапартійна                            | 26.03.2006   | 31.10.2010      |
| Янкула Володимир Анатолійович | Сільський голова, 1960 року народження, освіта середня спеціальна, член Партії регіонів | 31.10.2010   |                 |

Примітка: таблиця складена за даними джерела

## Населення
Згідно з переписом УРСР 1989 року чисельність наявного населення сільської ради становила 744 особи, з яких 343 чоловіки та 401 жінка.
За переписом населення України 2001 року в сільській раді мешкали 643 особи.

### Мова
Розподіл населення за рідною мовою за даними перепису 2001 року:
| Мова       | Відсоток |
| ---------- | -------- |
| українська | 97,36 %  |
| російська  | 1,56 %   |
| вірменська | 0,62 %   |
| молдовська | 0,31 %   |
| білоруська | 0,16 %   |